# Adoniscus insularis
Adoniscus insularis là một loài chân đều trong họ Olibrinidae. Loài này được Taiti, Ferrara & Kwon miêu tả khoa học năm 1992.